# 5
5. је била проста година.

## Догађаји
- Рим признаје Кунобелинуса, краља Катувелаунија, као краљ Велике Британије.
- Кимбри и Чаридес шаљу своје амбасадоре у Рим.
- Тиберије осваја Германију Инфериор.
- Агрипина Старија се удаје за Германика, њеног рођака.

## Рођења
- Хабиб Ал-Наџар, Сиријски ученик, мученик
- Свети Павле, апостол и просветитељ јеврејских Хришћана.
- Јин Лихуа, царица Династије Хан (умрла 64).